# ول‌های آب‌دوست
ول‌های آب‌دوست (نام علمی: Arvicola) نام یک سرده از زیرخانواده ولیان است.

## گونه‌ها
- موش آبی اروپایی Arvicola amphibius
- ول آبی جنوب غربی Arvicola sapidus
- ول آبی کوهستانی Arvicola scherman
- Arvicola jacobeus